# Pacification de Gand

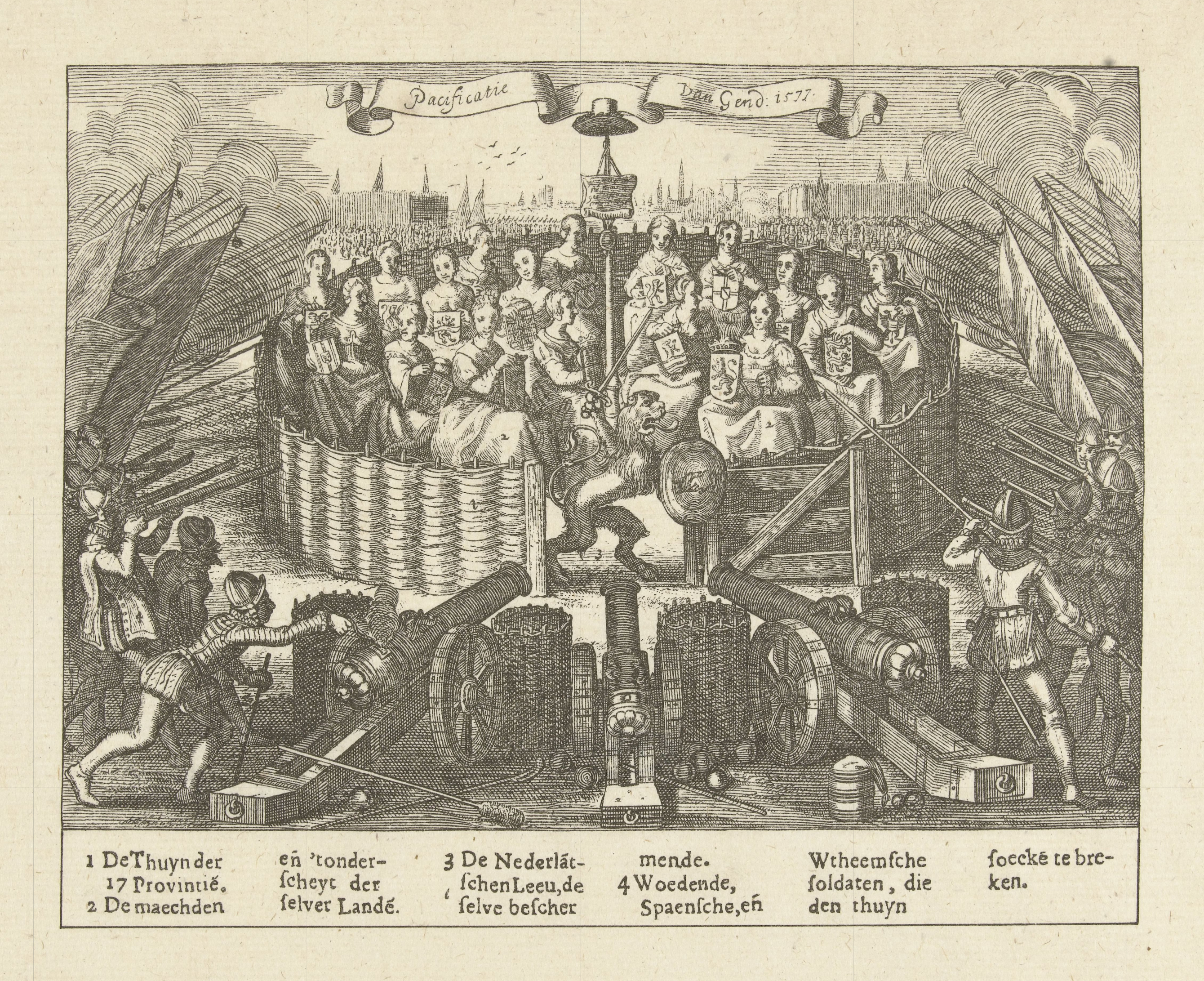
Allégorie d’Adriaen van de Venne dépeignant la pacification de Gand

La pacification de Gand (en néerlandais : Pacificatie van Gent), du 8 novembre 1576, est un traité conclu entre les Dix-Sept Provinces des Pays-Bas espagnols, au cours de la guerre de Quatre-Vingts Ans (1568-1648), opposant certaines provinces au roi d'Espagne, souverain des Pays-Bas. 
L'objet de ce traité est de résoudre la crise survenue en 1576, lorsque les soldats de l'armée espagnole mutinés se sont lancés dans une série d'exactions contre la population. Le traité de Gand vise à rassembler les provinces, malgré les divisions politiques et religieuses, afin de faire face à cette situation difficile. 
L'accord est conclu juste après le point culminant des exactions, le sac d'Anvers (4-7 novembre). 

## Contexte

### De la révolte à la guerre (1566-1576)
En 1567, Philippe II, roi d'Espagne et souverain des Pays-Bas, nomme le duc d’Albe gouverneur général et l’envoie accompagné de mercenaires espagnols afin de rétablir l’ordre après la crise politique de 1566 (Compromis des Nobles) et les débuts de la révolte des Gueux, dont le point culminant a été la crise iconoclaste (août 1566). 
Le duc d’Albe remplace les principaux conseillers de Marguerite de Parme, à qui il succède, en faisant même arrêter certains, tels les comtes d’Egmont et de Hornes, qui sont condamnés à mort. De nombreux Néerlandais s'exilent pour éviter le même sort, notamment Guillaume d'Orange qui rejoint la rébellion. 

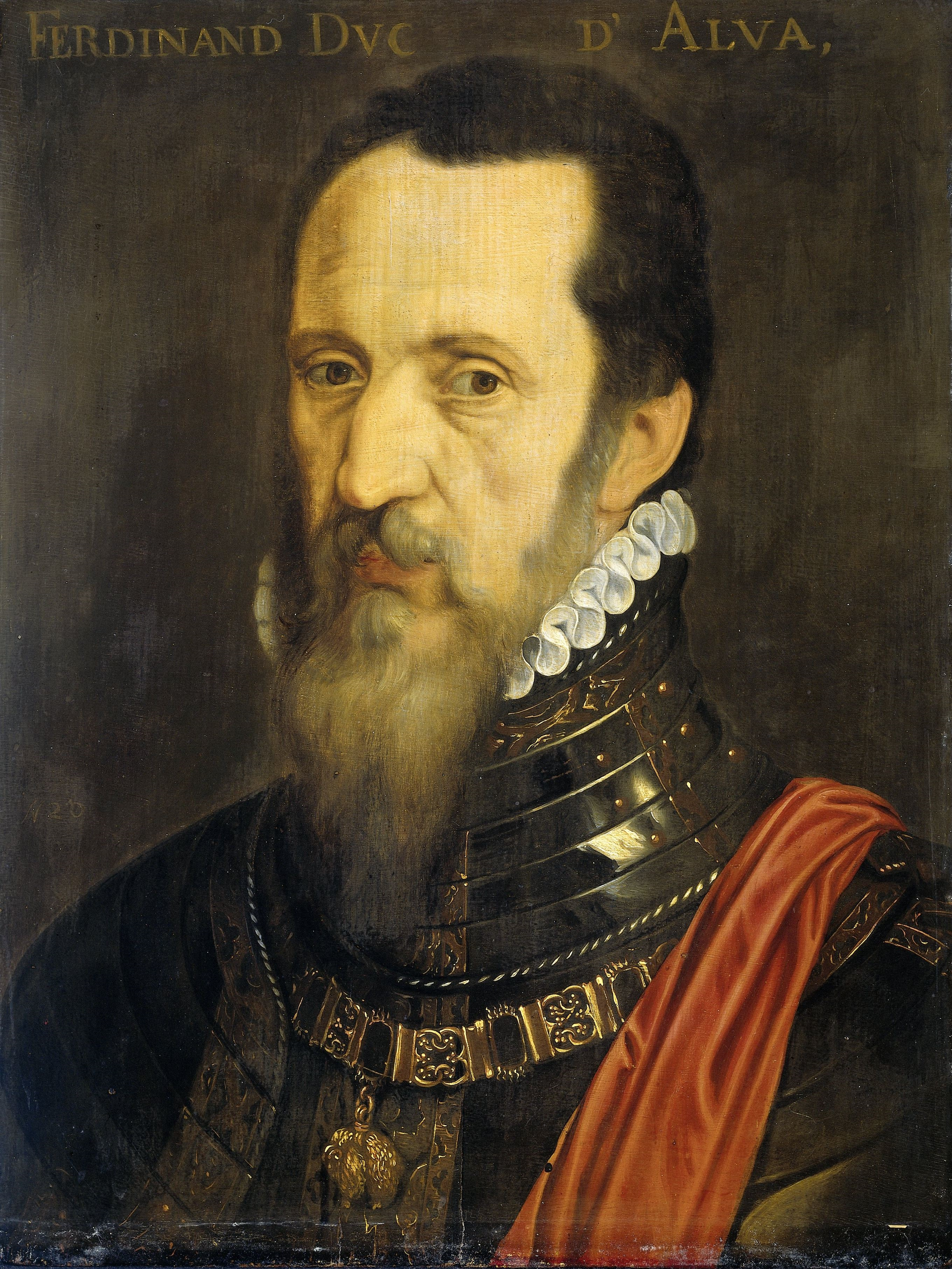
Ferdinand Alvare de Tolède, duc d’Albe (1507 - †1582)

En 1568, Guillaume d'Orange lance une offensive qui marque le début de la guerre d'indépendance. L'armée espagnole n'a cependant aucun mal la repousser. Cependant, le maintien d’une importante présence militaire impose un lourd fardeau sur les finances royales, d’autant que l’Espagne est engagée au même moment dans une guerre contre le sultan ottoman et en Italie. Les tentatives d’Albe de financer ces dépenses en levant de nouveaux impôts amènent certains sujets autrefois loyaux à prendre leurs distances avec la cause royaliste. 
En 1572, des corsaires au service de Guillaume d’Orange, les « gueux de la mer »), réussissent à prendre le port de Brielle en Zélande et cela relance l'insurrection. Guillaume d'Orange prend le contrôle des provinces de Hollande et de Zélande, dont il était d'ailleurs le stathouder (gouverneur, représentant de Philippe II), qui entrent en rébellion contre les autorités de Bruxelles.
Le duc d'Albe démissionne en 1573 et est remplacé par Luis de Requesens, qui mène une politique plus conciliante. 

### La crise de 1575-1576
En septembre 1575, l'Espagne doit procéder à une banqueroute, et Requesens meurt subitement le 5 mars 1576.
L'autorité revient au Conseil d'État, qui n'a pas de moyens. Dans cette situation, les soldats espagnols, non payés, finissent par mettre le pays en coupe réglée. 

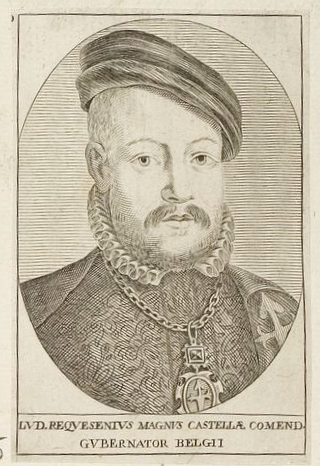
Luis de Requesens (1528 - †1576)

Au début de l'été, Philippe II nomme gouverneur général son demi-frère, don Juan d'Autriche. Celui-ci se met en route sans hâte et parvient aux Pays-Bas, à Luxembourg, le 4 novembre 1576. C'est le moment où, après avoir pillé Alost en juillet, des soldats espagnols mettent Anvers à sac provoquant 8 000 morts.

### Les États généraux face à la crise (septembre 1576)
Après que les troupes espagnoles ont commencé leurs exactions, les états généraux des Dix-Sept Provinces sont convoqués (de façon non conforme aux coutumes) par les États du Brabant et de Hainaut le 8 septembre 1576. La Hollande et la Zélande, provinces rebelles, ne sont pas conviées. 
Les États généraux placent le duc d'Aerschot à la tête du Conseil d’État ; cette nomination fait de lui un gouverneur général de fait. Pour ne pas paraître trop révolutionnaires, les États généraux se réfèrent à un précédent : ils font comme après les morts de Charles le Téméraire en 1477 et de Philippe le Beau en 1506. Ils autorisent les autorités des provinces à lever des troupes pour se défendre contre les mutins de l'armée espagnole.
Au-delà de ces mesures pratiques, les États généraux innovent sur le plan institutionnel. Ils mettent en place une présidence tournante hebdomadaire. Le président, issu de l’une des délégations provinciales, assisté par un ou deux pensionnaires, préside les débats pour une semaine. Les pensionnaires deviennent alors le comité exécutif des états généraux.
Une priorité est de conclure la paix avec les provinces révoltées, afin de présenter un front uni contre les mutins qui ravagent le pays. Un comité est chargé de négocier avec le prince d’Orange et les provinces de Hollande et de Zélande. Comme les troupes du prince sont entrées dans la province de Flandre, où la ville de Gand leur a réservé un bon accueil, il est décidé que les négociations se tiendront dans cette ville.

## La pacification de Gand

### Les négociations (octobre)

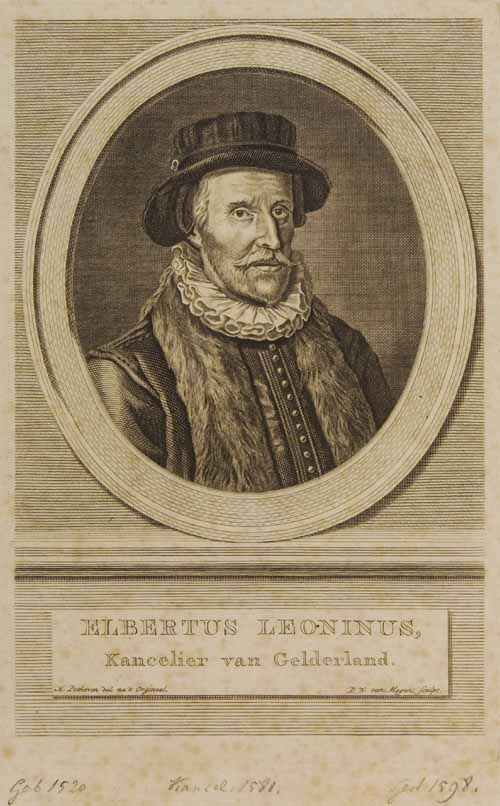
Elbertus Leoninus (1519 ou 1520 – † 1598)

Les délégués se rencontrent la première semaine d’octobre 1576. Les rebelles sont représentés par Paulus Buys, grand-pensionnaire de Hollande, et Philippe de Marnix de Sainte-Aldegonde ; les états généraux par Elbertus Leoninus (nl), professeur à l’université de Louvain, entre autres. Ces négociateurs se sont déjà rencontrés au cours des négociations avortées à Bréda l’année précédente, et savent donc quels sont les points d’achoppement susceptibles d’empêcher de parvenir à la conclusion d'un accord. Ils savent aussi qu’il s’agit d’aller vite, l’arrivée de Don Juan d’Autriche étant imminente — on l’attend au Luxembourg au début de novembre : il apparaît plus facile de parvenir à un accord si le parti royaliste n’est pas soumis à son contrôle.
Les délégués trouvent un accord le 30 octobre, moins de trois semaines après l’ouverture des négociations. Sa ratification par les états généraux le 8 novembre 1576 est sans doute accélérée par le sac d’Anvers par les mercenaires espagnols mutinés, du 4 au 7 novembre, qui achève de convaincre les indécis.

### Le contenu du traité
Le traité comprend, après l'envoi (« A tous ceux qui ces presentes Lettres verront ou orront, Salut. »), un préambule, 24 articles, suivis d'une conclusion. Le lieu de signature indiqué est : « la Maison de Ville de Gand ».
Le préambule présente les Espagnols comme responsables de la guerre : « les Pays de deçà ont été exposez les neuf ou dix dernières années à une cruelle Guerre par l'ambition & rigoureux Gouvernement des Espagnols, & par leurs injustices & violences, aussi bien que de leurs Adhérants ». Les provinces des Pays-Bas sont invitées à bouter ensemble les Espagnols et leurs soutiens hors des limites des Dix-Sept Provinces afin de « restaurer les citoyens dans leurs droits, privilèges et libertés et dans leur ancienne prospérité. ». Le préambule évoque aussi assez longuement des négociations qui avaient eu lieu à Bréda en 1574 et qui n'avaient abouti à rien.
L’article 1 dispose une amnistie générale pour les actes commis de part et d’autre après le déclenchement des troubles en 1568. 
L’article 3 dispose qu’« une fois les Espagnols chassés » les états généraux rendraient le pays au roi, trancheraient la question religieuse (qui était l’une des principales causes de dissension) et rendraient toutes les places militaires prises par les rebelles à l’autorité du roi. 
En attendant (article 5), tous les placards du duc d’Albe visant la suppression de l’hérésie sont révoqués, personne ne pouvant plus être puni pour offense religieuse avant que les états généraux ne tranchent la question religieuse. Hors de la Hollande et de la Zélande aucune action dirigée contre la religion catholique n’est autorisée (article 4). 
Les articles restant traitent de la libre circulation des biens et des personnes, de la libération des prisonniers de guerre, la restitution des propriétés confisquées (en particulier celles du prince d’Orange), le remboursement du prince pour ses dépenses engagées dans la conduite de la guerre contre les troupes du gouvernement avant 1572 et les problèmes causés par le besoin d’accorder l’inflation de la monnaie en Hollande et Zélande avec celle des quinze autres provinces.
La pacification de Gand montre de ce fait à la fois les aspects d’un traité de paix entre rebelles et provinces loyalistes et d’un projet pour une union défensive à naître. Cette union à venir est conclue le 9 janvier 1577 par la première Union de Bruxelles.

## Suites

### L'union de Bruxelles (janvier 1577)
Fait à Bruxelles en l'Hôtel de Ville, l'Union de Bruxelles est proclamée par un nombre considérable de signataires qui comptent dans leurs rangs des personnalités de premier plan : le Comte Philippe de Lalaing Grand Bailli de Hainaut, Jacques abbé de Hasnon, Urbain abbé de Haulmont, Frédéric abbé de Maroilles, Jehan abbé de Bonne Espérance, Mathieu abbé de Saint Gislain, Robert abbé de Cambron, Antoine abbé de Vicoigne, Quirin abbé de Liesses, Pierre abbé de Saint Denis, Vincent abbé de Saint Felt., François abbé de Saint Jean, Jean du Maisny abbé de Crespin, Ludovicus de Barbançon Prieur Val Escolam Motenfm., Jacques de Vendhuille Prieur d'Aymeries, Anthoine de Gomiécourt, Pierre de Werchin, Philippe de Croy, Emmanuel de Lalaing, Lancelot de Berlaymont (fils du baron Charles de Berlaymont) Louis de Bloy, Gille de Lens, Charles de Gavre, Baudri de Roisin, Bauduin de Cruic, Charles de Harchies, Philibert et Louis de Montigny, Jacques de Sivry, Jehan de Roisin, Jean de Merode, Charles de La Hamaide, Jacques Grébert seigneur de Blécourt, De la Pierre-Bousies, de Pottes, de Carondelet, Adrien de Bailleuil, André de Bouzanton, Robert de Landas, de Saint-Genois, Jean de Goegnies, Adolphe de Boubais, Claude de Haynin, Joos de Zoete, Jan de Saint-Genois, Jacques de Saint-Genois, Jacques de Pottes, Adrian de Foruye, Michel de Foruyé, Philippe et Jean Frasneau, Nicolas de Landas, Robert de Trazegnies, de Somain, Jehan d'Yve, A d'Ongnies, Gabriel de Mastaing, Richard de Merode, de Marchenelles, C. Cottrel, de Lapierre, Bartholomé de La Pouille, Jan de Chasteler, Lancelot de Peissant, Laurent Dupont, Anthoine de Lalaing, Johannes Hannoye, Servais Carlier, François Jacquo, Bouillet, Jo Finet, Joveneau, Delesame, Lebrun, Lebeghe, Franchois, Bleckhoue, Vander Steyn, d'Offegnies, Corbault, Recru, Longhehaye.
D'après une copie conforme à l'originale reposant aux Archives des États du Pays et Comté de Hainaut retranscrit signé de l'archiviste J.-L. Dumont à Mons le 28 juillet 1787

### Les négociations avec le gouverneur général: l'édit perpétuel (janvier-février 1577)
Nommé au début de l'été, don Juan d'Autriche arrive à Luxembourg le 4 novembre. Les États généraux lui imposent des négociations qui ont lieu à Marche-en-Famenne, entre Luxembourg et Namur.
Le 12 février 1577, don Juan signe l'édit perpétuel, qui constitue une reconnaissance par l'autorité royale de la pacification de Gand. Il prend soin cependant d’insister sur les clauses qui excluent la religion catholique des provinces de Zélande et de Hollande, que les états généraux avaient tenté de ne pas mettre en avant.
Il est alors reconnu comme gouverneur général, et fait son entrée à Namur, puis à Bruxelles (avril), à une époque où la plus grande partie des soldats étrangers sont partis.

### Les difficultés d'application de l'édit perpétuel
Le problème de la pacification est le très petit dénominateur commun sur lequel les provinces avaient pu s'accorder : l’union contre les mutins espagnols. Une fois le problème résolu par le retrait des tercios espagnols vers l’Italie, les divergences ne tardent pas à resurgir.
L’édit semble conserver la possibilité à un retour au statu quo ante bellum, dans lequel les états généraux ne seraient pas en permanence réunis. La Hollande et la Zélande protestent contre cet arrangement et refusent de s’y soumettre. Elles ne se retirent pas non plus des forteresses conquises tel que le dispose l'Union de Bruxelles pour réaliser la pacification. 

### La reprise des hostilités
Les relations entre le nouveau gouverneur général et les États généraux se détériorent rapidement. Don Juan quitte Bruxelles et s'installe à Namur, demandant à Philippe II de lui envoyer de nouvelles troupes.
Les états généraux nomment alors leur propre gouverneur général, l’archiduc Matthias de Habsbourg (un parent de don Juan).
Les renforts espagnols arrivent seulement à la fin de l'année, sous la conduite d'Alexandre Farnèse, lui aussi de la famille des Habsbourg, en tant que petit-fils de Charles Quint.

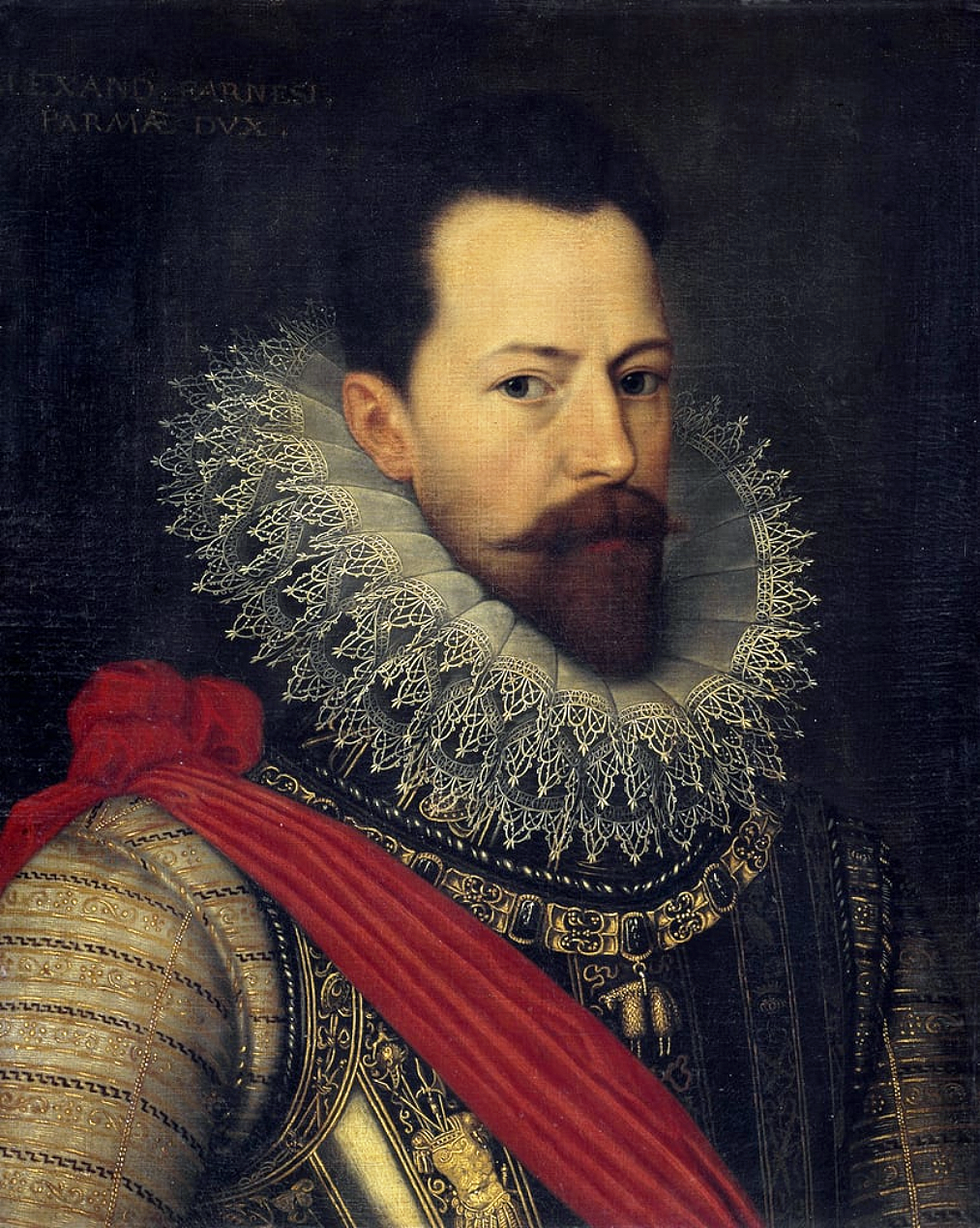
Alexandre Farnèse (1545 - †1592)

Après une année 1578 consacrée à la guerre, la mort de don Juan en octobre permet à Alexandre Farnèse de devenir gouverneur général. Il va réussir à rompre l'unité (très fragile) entre les provinces, qui se séparent en janvier 1579 entre l'union d'Arras (loyaliste) et l'union d'Utrecht (insurgée). Cette division ne sera pas surmontée et aboutira un peu plus tard à la sécession des Provinces-Unies (1581), mais Alexandre réussira à rétablir la souveraineté de Philippe II jusqu'à Anvers (1585).

### Le texte de la pacification de Gand
- Traduction en français sur le site de l'université de Perpignan (traduction d'Emanuel de Meteren (1535-1612) reprise dans : Dumont, Corps universel diplomatique, tome V, Amsterdam, 1728).